# Хатьковцы
Хатьковцы (бел. Хацько́ўцы) — деревня в Волковысском районе Гродненской области Белоруссии. Входит в состав Волковысского сельсовета.

## Происхождение названия
Однозначного мнения о происхождении названия деревни нет. Большинство местных жителей сходятся во мнении, что название сложилось от слова «хата». Но есть и другая версия, согласно которой местечко получило название от фамилии первого пана, здесь проживавшего, — Хатькур.

## История
Деревня известна с начала XVII века. Тогда она располагалась в Волковысском уезда Новогрудского воеводства Великого княжества Литовского. В разное время местечком владели Юндзиллы и Белозеры. В 1796 году деревня перешла к панам Ельским, во владении которых оставалась вплоть до советского времени.